# Megachile semierma
Megachile semierma är en biart som beskrevs av Joseph Vachal 1903. Megachile semierma ingår i släktet tapetserarbin, och familjen buksamlarbin. Inga underarter finns listade i Catalogue of Life.